# Camaroptera
Camaroptera és un gènere d'ocells de la família dels cisticòlids (Cisticolidae). Es originari de l'Àfrica subsahariana.

## Taxonomia i etimologia
El gènere va ser descrit pel zoòleg suec Carl Jakob Sundevall el 1850. L'espècie tipus és la camaròptera verdosa (Camaroptera brachyura).
Estudis filogenètics moleculars han demostrat que la camaròptera verdosa i la dorsigrisa estan estretament relacionades, i algunes autoritats taxonòmiques les tracten com a coespecífiques i a l'hora reconeixen C. toroensis (camaròptera de pit cremós, del Hoyo i Collar 2016) espècie separada de C. chloronota.
La paraula Camaroptera prové del grec antic «kamara» que significa “arc” i «pteron», “ala”.
Segons la Classificació del Congrés Ornitològic Internacional (versió 15.1, 2025) aquest gènere conté 5 espècies:
- Camaroptera brevicaudata - camaròptera dorsigrisa.
- Camaroptera brachyura - camaròptera verdosa.
- Camaroptera harterti - camaròptera de Hartert.
- Camaroptera superciliaris - camaròptera cellagroga.
- Camaroptera chloronota - camaròptera olivàcia.